# Glaucidium mooreorum
El mochuelo pernambucano, caburé de pernambuco o mochuelo de Pernambuco    (Glaucidium mooreorum) es una especie de búho de la familia Strigidae.  Es endémica del estado de Pernambuco en Brasil y es clasificada como una especie en peligro crítico de extinción. Se estima que tiene una población de menos de 50 adultos que viven en los bosques de la costa atlántica en la Reserva Biológica de Saltinho en Pernambuco.
No existen subespecies reconocidas.